# 1087 Арабіс
1087 Ара́біс (1927 RD, 1973 LB, A917 UE, 1087 Arabis) — астероїд головного поясу, відкритий 2 вересня 1927 року. Названий на честь роду рослин Гусимець.
Тіссеранів параметр щодо Юпітера — 3,218.